# ネクロネシア
ネクロネシア(Necro-Nesia,海外名称：Escape from Bug Island)は、2006年12月2日にスパイクから発売されたWii専用巨大昆虫島脱出アドベンチャーゲーム。Wiiのローンチタイトルの一つである。アメリカでは2007年7月25日、ヨーロッパでは2007年10月26日に発売。

## 概要
Wiiリモコンを振って、体感的に武器を操ることが可能。巨大、大群、リアルで不気味な昆虫を再現している。一人用。虫の他にも、トカゲや蛙のような怪物も登場する。武器は無限に使用出来る打撃・斬撃武器、使用回数に制限がある投擲武器、弾丸を使用して攻撃する銃（2種類のみ）に分かれる。

## ストーリー
昆虫生態の研究の為、レイとミシェルとマイクの三人はベルゼバーブ島に上陸する。しかし、その島は巨大昆虫の楽園だった。途中でミシェルとマイクとはぐれることになったレイは勇気を奮い起こし島の探索を始めることにする。
果たして島に眠る秘密とは…？

## 登場キャラクター
レイ
声：桑原敬一
本作の主人公。スタンナーグ大学2年生。ミシェルに好意を抱いている。極度の虫嫌いでミシェルの「全世界の50％以上の種族と仲良くできないでいる」という意見に「この島の99％以上の生き物と仲良くなれそうにもない」と言い返している。趣味は野球でマイク曰く「草野球のエース」らしい。
ミシェル
声：桑谷夏子
本作のヒロイン。スタンナーグ大学3年生。昆虫整理機能学専攻。好奇心旺盛な性格で無類の虫好き。時にレイとマイクを引かせることも。
マイク
声：細井治
スタンナーグ大学4年生。レイとは高校時代からの親友だが、レイからは「腐れ縁」呼ばわりされて、鬱陶しがられている。プレイボーイで彼女ができても、3ヶ月で別れてしまう。
ハリー
声：長嶝高士
スタンナーグ大学で助手を務める。眼鏡を掛けた小柄な青年。気弱だが、追い詰められるとキレるところがある。
リン
声：引田有美
大手製薬会社の社員。気が強く、ハリーに対して当たり散らかす。
ロバート
声：長嶝高士
リンの同僚。同時にリンとは恋人関係。ベルゼバーブ島を研究している。